# Elizabeth Bennet
Elizabeth "Lizzy" Bennet è la protagonista femminile del romanzo Orgoglio e pregiudizio scritto da Jane Austen e pubblicato nel 1813.

## Il carattere delpersonaggio

Elizabeth Bennet interpretata da Keira Knightley nel film Orgoglio e pregiudizio

È la seconda delle cinque figlie della famiglia Bennet: Jane, Mary, Catherine (detta Kitty) e Lydia. Nonostante la sua giovane età (non ha ancora compiuto 21 anni), è molto intelligente e dotata di carattere, tanto che l'ironico padre Mr. Bennet la preferisce alle altre sorelle (nonostante Jane sia considerata la più bella della famiglia), dimostrando di ascoltarne le opinioni e rispettando la sua intelligenza, ma anche il suo spirito e la sua vivacità.
La personalità di Elizabeth è tracciata da Jane Austen come un'armoniosa combinazione di sensibilità, razionalità e fermezza.
Nonostante una visione del mondo che non è scevra del cinismo paterno, è comunque sensibile e premurosa nei confronti della famiglia quanto basta per essere imbarazzata dalla loro mancanza di contegno, come nel caso del ballo di Netherfield, o di intuire i pericoli causati dall'esuberanza delle proprie sorelle: esemplare a tal riguardo la discussione col padre a proposito dell'inopportuno viaggio a Brighton di Lydia.
Elizabeth trae divertimento dall'osservazione e dalla comprensione dei caratteri delle persone che incontra ma, mentre a volte i suoi giudizi sono corretti (come nel caso di Bingley "Vi comprendo perfettamente"), in altri casi, non avendo il cinico distacco di suo padre, si lascia fuorviare dalla propria emotività, come nel caso delle iniziali opinioni nei riguardi di Wickham e di Mr. Darcy. Le sue impressioni vengono comunque messe in discussione dalla sua razionalità e dalla sua intelligenza, giungendo, infine, a conclusioni diametralmente opposte al suo iniziale pregiudizio.
Elizabeth dimostra anche sentimenti di ribellione, come molti personaggi femminili della Austen, nei confronti del rigido classismo della sua epoca, ben dimostrati dai suoi tempestosi rapporti con la tirannica Lady Catherine de Bourgh, dapprima a Rosings, e poi a Longbourn, nella sua stessa casa, dove la nobildonna le intima di "non inquinare le nobili ombre di Pemberley".
Attraverso Elizabeth la Austen ha creato la sua immagine di donna ideale, una persona dotata di forza morale ed intelligenza tali da farla stimare sia dagli uomini che dalle donne, ma allo stesso tempo dotata di qualità, quali la sensibilità e la femminilità, tali da farne apprezzare tutte le sfumature caratteriali. Questo personaggio femminile trascende il periodo tardo-illuministico ed è amato anche dai lettori e dalle lettrici contemporanei.

## Seguito
Il personaggio ricompare, sposata con Darcy e ormai signora di Pemberley, nel romanzo Morte a Pemberley, della giallista inglese P. D. James